# Isolepis trachysperma
Isolepis trachysperma är en halvgräsart som beskrevs av Christian Gottfried Daniel Nees von Esenbeck. Isolepis trachysperma ingår i släktet borstsävssläktet, och familjen halvgräs. Inga underarter finns listade i Catalogue of Life.